# Paepalanthus stuebelianus
Paepalanthus stuebelianus är en gräsväxtart som beskrevs av Wilhelm Willy Otto Eugen Ruhland. Paepalanthus stuebelianus ingår i släktet Paepalanthus och familjen Eriocaulaceae.
Artens utbredningsområde är Peru. Inga underarter finns listade i Catalogue of Life.